# Arizonasaurus babbitti
L'arizonasauro (Arizonasaurus babbitti) è un arcosauro estinto, vissuto nel Triassico medio (circa 240 milioni di anni fa). Come indica il nome generico, i suoi resti sono stati rinvenuti in Arizona (USA).

## Descrizione
I primi resti di questo animale furono descritti nel 1947 da Welles, ma erano molto frammentari e non permisero un'adeguata ricostruzione. Solo nel 2002 venne alla luce un nuovo esemplare quasi completo, che permise di ricostruire l'arizonasauro. Era un grande carnivoro, lungo circa 5 metri, dotato di un robusto cranio munito di denti lunghi e acuminati. Le zampe erano corte ma forti. La caratteristica più sorprendente, però, era data dall'allungamento delle spine neurali delle vertebre dorsali, che probabilmente in vita sostenevano una vela di pelle. La funzione di questa vela doveva essere quella di termoregolazione, come quella del famoso pelicosauro dimetrodonte e del dinosauro Spinosaurus.

## Classificazione

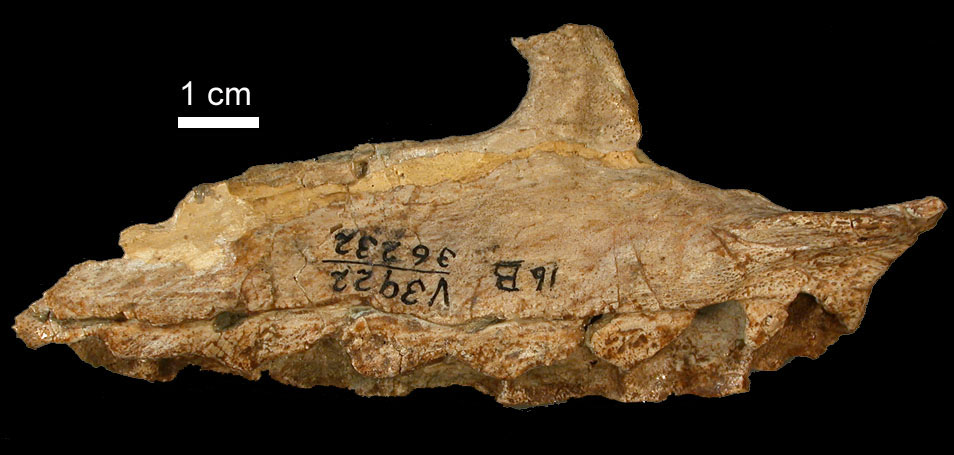
Mascella di Arizonasaurus babbitti

L'arizonasauro appartiene a un primitivo gruppo di arcosauri, i rauisuchi, vissuti tra il Triassico medio e il Triassico superiore. La forma delle vertebre dorsali lo avvicina ad alcune forme poco note, dotate di "vela", note come ctenosauriscidi (Ctenosauriscidae). Sembra comunque che l'arizonasauro e i suoi stretti parenti possano essere ricondotti ai poposauroidi (Poposauridae). Altre forme dotate di vela dorsale sono il poco noto Spinosuchus, Ctenosauriscus della Germania e l'enigmatico Lotosaurus della Cina.